# Rensy Barradas
Rensy Barradas (Willemstad, 21 oktober 1990) is een Arubaans voetballer die uitkomt voor TAC '90. Hij is international voor het Arubaans voetbalelftal.

## Carrière
Barradas speelde bij verschillende amateurclubs in Nederland, waaronder bij derdedivisionisten RVVH, SVV Scheveningen en SteDoCo.

## Interlandcarrière
In 2011 werd Barradas geselecteerd voor het nationale elftal van Aruba. In 2012 won hij met het nationale elftal de 3e editie van de ABCS-toernooi. In totaal speelde hij elf interlands, waarin hij vier keer scoorde.